# Новоукраїнка (Звенигородський район)
Новоукраїнка — селище в Україні, у Катеринопільському районі Черкаської області. Підпорядковане Гончариській сільській раді. Населення — 98 чоловік.